# Oluwatosin Demehin
Oluwatosin Blessing Demehin (* 13. März 2002 in Ondo) ist eine nigerianische Fußballspielerin.

## Karriere

### Klub
Von den Sunshine Stars kommend wechselte sie Anfang 2021 zu den Rivers Angels. Seit Oktober 2022 steht sie nun bei Stade Reims unter Vertrag.

### Nationalmannschaft
Mit der U20 war sie bei der Weltmeisterschaft 2022 vertreten.
Bereits am 10. Juni 2021 kam sie aber schon zu ihrem ersten Länderspiel für die nigerianische A-Nationalmannschaft, wo sie bei der 0:1-Freundschaftsspielniederlage gegen Jamaika in der Startelf stand. Zur 64. Minute wurde sie hier dann für Michelle Alozie ausgewechselt.
Am 16. Juni 2023 wurde sie für den nigerianischen Kader bei der Weltmeisterschaft 2023 nominiert, kam in jedem der vier Spiele ihres Teams zum Einsatz und schied mit der Mannschaft im Achtelfinale gegen die Engländerinnen aus.